# Єлизавета Боуз-Лайон
Леді Єлизавета Ангела Боуз-Лайон (англ. Lady Elizabeth Bowes-Lyon; 4 серпня 1900, Лондон — 30 березня 2002, Віндзор) — королева-консорт Сполученого Королівства у 1936—1952 як Королева Єлизавета (англ. Queen Elizabeth), остання імператриця Індії (1936—1950), Лорд-Хранитель П'яти Гаваней (1978—2002).
Дружина короля Георга VI, мати королеви Єлизавети II, після смерті чоловіка носила, для відмінності від тезки-дочки, титул Королева-мати (англ. Queen Mother). Одна з двох осіб британського королівського дому, які прожили понад 100 років (іншою була герцогиня Глостерська Аліса, уроджена Монтегю, 1901—2004).

## Дитинство
Була молодшою дочкою та дев'ятою з 10 дітей Клода Джорджа Боуз-Лайона (згодом 14-й граф Стратмор та Кінгхорн), і його дружини Сесілії Ніни Кавендіш-Бентінк. Її мати була у родинних стосунках з прем'єр-міністром Великої Британії Вільямом Кавендіш-Бентінком та генералом-губернатором Індії Річардом Велеслі, 1-м маркізом Велеслі.
Місце народження Єлизавети залишилося невизначеним: є думки, що вона народилася у будинку батьків у Белгравії, або у кареті швидкої допомоги дорогою до лікарні. Хрещена 23 вересня 1900 року у місцевій парафіяльній церкві Всіх святих; хрещеними були тітка з боку батька, леді Мод Боуз-Лайон, і її двоюрідний брат Артур Джеймс. 1911 року згідно з даними перепису вона жила в Гітчині.
Провела значну частину дитинства у Волдені і в замку Гламіс у Шотландії. До 8 років займалася з гувернантками. Єлизавета захоплювалася спортом, поні та собаками. У школі її улюбленими предметами були література та святе письмо; всі випускні іспити вона здала на відмінно.
Четверо з її братів служили в армії. Старший брат Фергус загинув у бою в битві при Лоосі 1915 року. Брат Майкл був оголошений зниклим безвісти 28 квітня 1917 року. Три тижні потому родині повідомили, що він був поранений та потрапив у полон; він залишався у таборі для військовополонених впродовж усієї війни.

## Шлюб
Принц Георг VI, герцог Йоркський, другий син Георга V, уперше запропонував Єлизаветі шлюб 1921 року, але вона відмовила, «боячись, що ніколи більше не зможе вільно мислити, говорити та діяти, не так, як відчуває, а як повинна». Коли він заявив, що не одружиться з жодною іншою, його мати, королева Марія, відвідала Гламіс та переконалася, що Єлизавета — «єдина дівчина, яка могла б зробити його щасливим», але втручатися не стала. У той час до Єлизавети залицявся також Джеймс Стюарт, конюший принца, поки не виїхав до Америки.
У лютому 1922 року Єлизавета була подругою нареченої на весіллі сестри Георга VI принцеси Марії. Наступного місяця Георг знову запропонував шлюб та знову отримав відмову. У січні 1923 року Єлизавета погодилася на шлюб, попри побоювання про життя у королівській родині, і одружилася 26 квітня 1923 року у Вестмінстерському абатстві. Єлизавета поклала букет до могили Невідомого солдата по дорозі в абатство: цей жест копіювала кожна наречена з королівської родини, хоча наступниці робили це на зворотному шляху, від вівтаря. Після одруження вона стала іменуватися Її Королівська Високість герцогиня Йоркська; медовий місяць провели у Полсден-Лейсі, садибі у графстві Суррей, а потім вирушили до Шотландії.

## Герцогиня Йоркська
Після візиту у Північну Ірландію у липні 1924 року лейбористський уряд погодився, що Георг та Єлизавета можуть поїхати в тур Східною Африкою з грудня 1924 до квітня 1925 року. Хоча лейбористський уряд зазнав поразки від консерваторів на парламентських виборах у листопаді, а генерал-губернатор англо-єгипетського Судану сер Лі Стек був убитий через три тижні, тур продовжився: пара відвідала Кенію, Уганду та Судан, але у Єгипті їм побувати не вдалося через політичні проблеми.
Чоловік заїкався, що заважало йому виступати перед аудиторією. З жовтня 1925 року він почав лікування, під наглядом австралійського логопеда Лайонела Лога.
21 квітня 1926 року народила першу доньку — принцесу Єлизавету («Лілібет»), яка стане королевою Єлизаветою II. Маргарет Роуз, народилася 21 серпня 1930 року.
1927 року вирушила з чоловіком в Австралію, щоб відкрити будинок парламенту в Канберрі, потім відвідали Ямайку і Панамський канал.

## Зречення Едуарда VIII
20 січня 1936 новим королем став Едуард Восьмий. Він став наполягати на шлюбі з двічі розлученою американкою Волліс Сімпсон, однак англіканська церква, головою якої він, будучи королем, був, забороняла шлюб для розлучених. Міністри вважали, що народ ніколи не погодиться бачити Сімпсон королевою, та висловилися проти шлюбу. Едуард вирішив зректися престолу на користь Альберта, чоловіка Єлизавети, який став королем 11 грудня 1936 року, узявши ім'я Георга VI. Він і Єлизавета були короновані, як «Король та Королева Великої Британії, Ірландії та Британських домініонів, Імператор та Імператриця Індії» 12 травня 1937 року. Корона Єлизавети була зроблена з платини та містила алмаз Кохінур.

## Королева

### Королівський тур

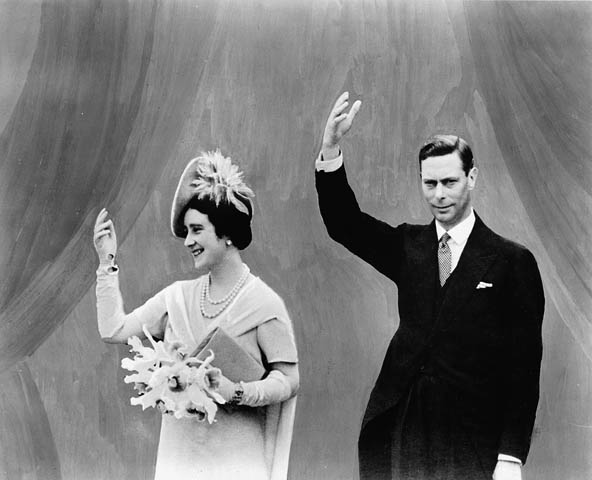
Король Георг VI і королева Єлизавета на ярмарку світу 1939 року в Нью-Йорку

Влітку 1938 року державний візит до Франції короля та королеви був відкладений на три тижні через смерть матері Єлизавети, леді Стратмор. Метою візиту було підтримати англо-французьку солідарність перед обличчям агресії з боку нацистської Німеччини. Французька преса високо оцінила поведінку та чарівність королівського подружжя під час поїздки.
У червні 1939 року Єлизавета з чоловіком відвідала Північну Америку. Тур був спланований для зміцнення підтримки в разі війни і для підтвердження статусу Канади як домініону Сполученого Королівства. Вони проїхали всю Канаду від краю до краю, потім в США відвідали президента Рузвельта в Білому домі. Поїздка в Канаду і США зробила королівську пару вельми популярною в Північній Америці. Елеонора Рузвельт, перша леді США, говорила, що Єлизавета була «абсолютно, як королева, милостива… говорила правильні та добрі слова».

### Друга світова війна

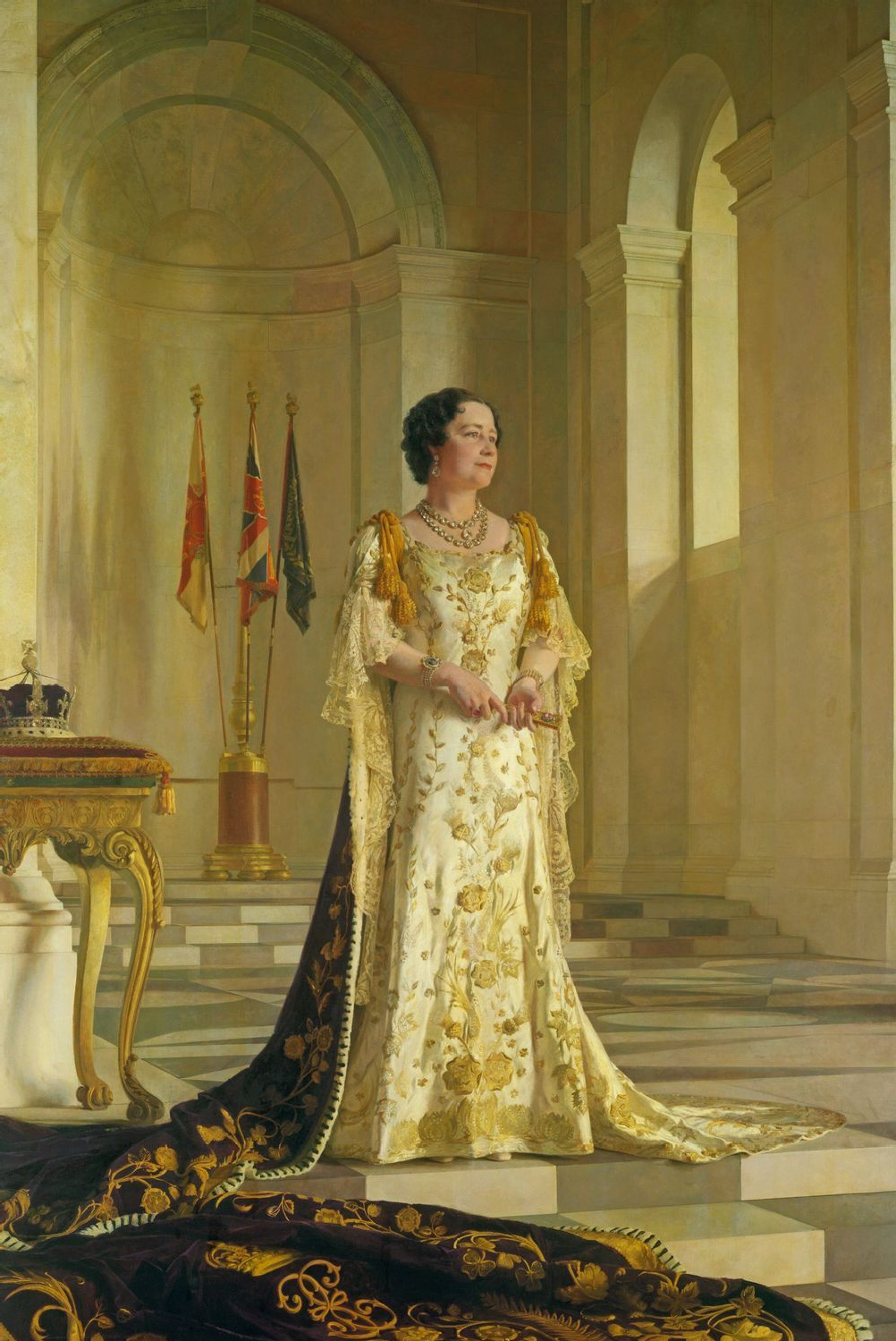
Портрет Єлизавети роботи сера Джеральда Келлі

Під час Другої світової війни Єлизавета та Георг стали символами боротьби з фашизмом. Єлизавета публічно відмовилася покинути Лондон або відправити дітей до Канади: «Діти не поїдуть без мене. Я не залишу короля. А король ніколи не покине країни».
Єлизавета відвідувала війська, лікарні, фабрики, ті райони країни, які піддалися німецьким бомбардуванням. Її візити спочатку викликали ворожість, з натовпу їй дорікали дорогим одягом. Королева пояснювала: коли піддані приходять до неї, то намагаються вдягти свої найкращі костюми, вона платить своєму народові тим же. Норман Гартнелл одягав її в ніжні кольори та ніколи — в чорний, щоб вона представляла «Веселку надії».
Коли почали бомбити Букінгемський палац, Єлизавета та Георг не покинули його. На ніч вони перебиралися в Віндзорський замок за 32 км на захід від центрального Лондона. У замку не було військ, більшість кімнат були закриті, скло вибите вибухами.

### Повоєнні роки
В 1945 році на британських загальних виборах Консервативна партія Черчилля зазнала поразки від Лейбористської партії Клемента Еттлі. Єлизавета рідко висловлювала свої політичні погляди, але лист, який вона написала в 1947 році, описує Еттлі як «людину з великими надіями на соціалістичний рай на землі».
В 1948 році королівське турне по Австралії та Нової Зеландії було відкладено через погане здоров'я чоловіка, якому в березні 1949 року була проведена операція на правій нозі. Влітку 1951 року королева Єлизавета та її дочка виконували громадські зобов'язання замість короля. У вересні йому був поставлений діагноз рак легенів.

## Королева-мати

### Вдівство

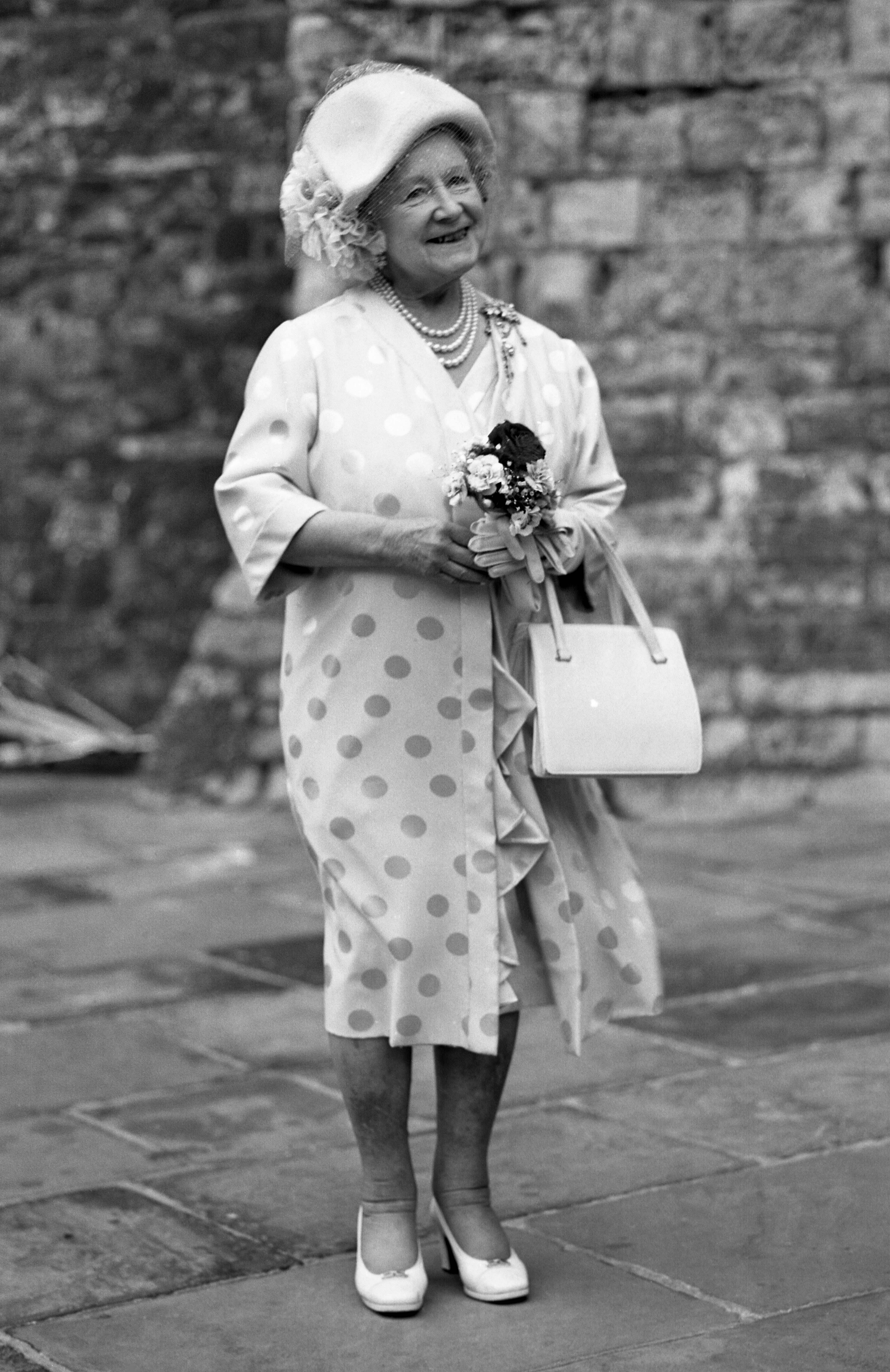
Королева-мати в Дуврському замку.

6 лютого 1952 король Георг VI помер уві сні, після чого Єлизавета стала іменуватися Її Величність королева-мати Єлизавета. Титул був прийнятий для розрізнення з титулом її старшої дочки, королеви Єлизавети II. У народі стала називатися просто Королева-мати.
Була пригнічена після смерті короля та віддалилася в Шотландію, але після зустрічі з Черчиллем відновила свої королівські обов'язки. У липні 1953 року поїхала у свій перший закордонний тур після похорону; заклала перший камінь у фундамент університетського коледжу Родезії та Ньясаленда, теперішнього університету в Зімбабве.
Ставши вдовою, королева керувала відновленням замку Мей біля узбережжя Шотландії, який вона щороку використовувала, щоб «втекти від усього» на три тижні в серпні і в жовтні.
Королева до останніх днів любила скачки і була переможницею приблизно в 500 перегонах. Як колекціонер творів мистецтва, придбала роботи Клода Моне, Августа Джона та Петера Карла Фаберже.
У лютому 1964 року їй видалили апендикс, що призвело до відстрочення запланованого турне по Австралії, Новій Зеландії та Фіджі до 1966 року. У грудні 1966 року їй зробили операцію з видалення пухлини товстої кишки. В 1984 році перенесла операцію з видалення пухлини грудей.
В 1975 році відвідала Іран на запрошення шаха Реза Пехлеві. Британський посол Антоній Парсонс і його дружина Шейла зазначили, наскільки іранці були збентежені її звичками говорити з усіма, незалежно від статусу. У період між 1976 та 1984 роками вона щороку влітку відвідувала Францію.
До вступу її онука принца
Чарльза в шлюб з леді Діаною Спенсер королева Єлизавета була найпопулярнішим членом королівської родини. Її підпис, капелюхи з сіткою та сукні з драпірованими панелями стали відмінною рисою особистого стилю.

### Столітня королева
Королева-мати прославилася своїм довголіттям. Її 90-річчя святкували парадом 27 червня; брало участь близько 300 організацій, покровителем яких вона була. В 1995 вона була присутня на пам'ятних заходах з нагоди п'ятдесятої річниці закінчення війни. Королева-мати перенесла дві операції: одна у зв'язку з катарактою лівого ока, інша — імплантація кульшового суглоба. В 1998 році її ліве стегно було замінено після того, як вона під час візиту до стайні Сандрінгемі посковзнулася і впала.
Її 100-річний ювілей було пишно відзначено: відбувся парад, її зображення з'явилося на монеті в 20 фунтів стерлінгів, вона була присутня на обіді в Гілдхоллі c Джорджем Кері, архієпископом Кентерберійським.
У листопаді 2000 року королева-мати зламала ключицю при падінні, в грудні 2001 року — зламала таз, але незважаючи на це, вона стояла на гімні під час поминальної служби по чоловікові 6 лютого наступного року. Три дні по тому її друга дочка принцеса Маргарет померла. 13 лютого 2002 року королева-мати впала та зламала руку, однак поїхала на похорон Маргарет до каплиці св. Георгія.

## Смерть

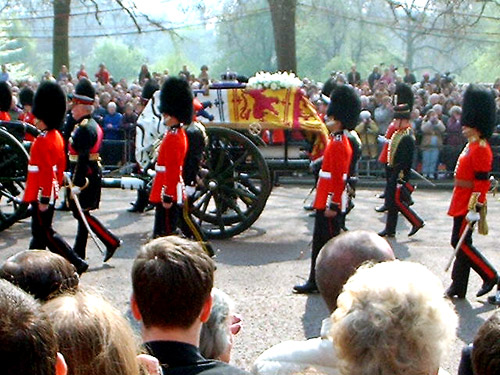
Похорон Королеви-матері.

30 березня 2002 року о 15:15 королева-мати померла уві сні в Роял-Лодж на руках у дочки, королеви Єлизавети II. Вона хворіла на застуду останні чотири місяці свого життя. На момент своєї смерті вона була членом королівської родини, що живе найдовше в історії Великої Британії.
Цей рекорд був побитий 24 липня 2003 року, коли принцеса Аліса, герцогиня Глостерська переступила рубіж в 102 роки. Вона померла у 102-річному віці 29 жовтня 2004 року.
Більш ніж 200 тис. осіб протягом трьох днів проходили повз, коли королева-мати лежала в труні у Вестмінстерському залі Вестмінстерського палацу. Військовослужбовці кавалерії збройних сил стояли на сторожі по чотирьох кутах катафалка.
У день її похорону, 9 квітня, Генерал-губернатор Канади випустив прокламацію про те, щоб всі канадці пом'янули королеву-матір. В Австралії генерал-губернатор читав поминальну службу, яка відбулася в соборі Святого Андрія, в Сіднеї. У Лондоні понад мільйон людей заповнили площу біля Вестмінстерського абатства.
Її тіло покоїться тепер разом з чоловіком та дочкою в каплиці св. Георгія у Віндзорському замку. На її прохання, після її похорону вінок, який лежав на кришці труни, був віднесений на могилу Невідомого солдата у Вестмінстерському абатстві, — жест, який нагадує день її весілля.
Королева-мати залишила маєток своїй дочці. Її майно було оцінено в 70 мільйонів фунтів стерлінгів, включаючи картини, яйця Фаберже, ювелірні вироби та коней. За вісім років до своєї смерті вона, як повідомляється, розділила гроші між своїми правнуками. Найважливіші твори мистецтва королеви-матері були передані до Королівської колекції королеви.

## Суспільне сприйняття
Незважаючи на те, що королева-мати вважалася одним з найпопулярніших членів королівської родини, які допомогли стабілізувати популярність монархії в цілому, Єлизавета піддавалася критиці протягом свого життя.
Деякі стверджували, що Єлизавета використовувала расистські образи для чорних людей. Вудро Уайатт, навпаки, записав у своєму щоденнику, що, коли він висловив думку, що чорні не мають нічого спільного з «нами», вона сказала йому: «Я дуже зацікавлена у співдружності, вони всі, як ми». Однак вона не довіряла німцям та сказала Вудро Уайатту: «Ніколи не довіряйте їм».
1987 року вона була піддана критиці, коли з'ясувалося, що двоє з її племінниць, Кетрін Боуз-Лайон та Неріссо Боуз-Лайон, потрапили в психіатричну лікарню.

## Пам'ять

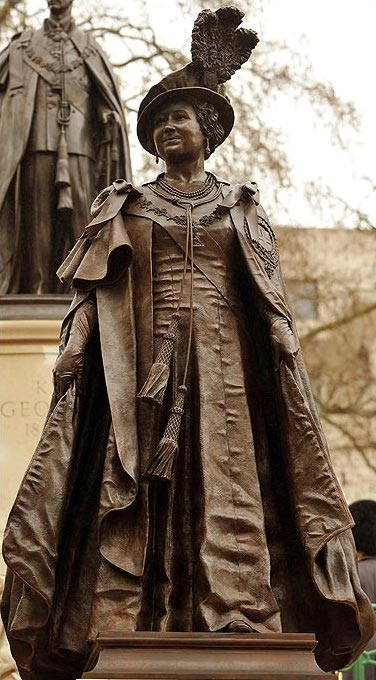
Бронзова статуя Королеви Єлизавети в Лондоні.

Сер Г'ю Кассон сказав, що королева-мати була подібна «хвилі, що розбивається об скелі, оскільки незважаючи на свою красу, душевність та чарівність, її основними рисами були твердість та завзятість… коли хвиля вдаряється об бескид, вона розлітається чудовими бризками виблискуючих на сонці крапель та піни, і все ж під усім цим ховається дуже міцний, жорсткий камінь, сплав з твердих принципів, особистої хоробрості та почуття боргу» Hogg, James; Mortimer, Michael (eds.) (2002), The Queen Mother Remembered, BBC  Books, ISBN 0-563-36214-6.
Добре відомі її сухі гостроти. Дізнавшись, що Едвіна Маунтбеттен була похована в морі, вона сказала: «Мила Едвіна, вона завжди любила справляти фурор» (Dear Edwina, she always liked to make a splash). В англійській мові вираз «to make a splash», «справити фурор», «викликати сенсацію», дослівно перекладається як «справити сплеск» або «здіймати хвилю».
У сатиричній телепередачі 1980-х років Spitting Image часто пародіювалися її звички, а сама вона зображувалася з акцентом Брумме. У кіно її грали такі актриси, як Джульєтта Обрі, Сільвія Сімс, Хелена Бонем Картер (фільм «Король каже!»), яка була номінована на премію Оскар за найкращу жіночу роль другого плану та отримала премію BAFTA в цій же номінації).
У Торонто встановлені бюсти Єлизавети та Георга.

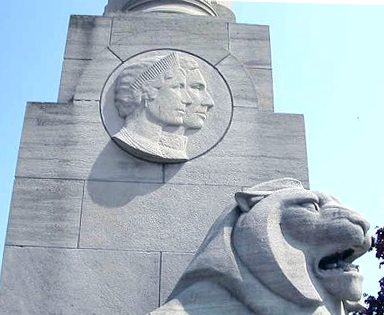
Барельєф королеви Єлизавети та короля Георга VI на пам'ятнику в Торонто.

На честь Єлизавети був названий лайнер «RMS Queen Elizabeth». Вона брала участь у церемонії спуску корабля на воду 27 вересня 1938 року в місті Клайдбанк, Шотландія.
Статуя королеви Єлизавети, скульптура роботи Філіпа Джексона на Меморіалі Георга VI, в Лондоні, була відкрита 24 лютого 2009 року.
У березні 2011 було опубліковано відомості про музичні пристрасті королеви і про її колекції музики, що зберігається в замку Мей. Музичні смаки королеви виявилися достатньо еклектичними, в її колекції можна знайти ска, фолк, шотландські ріли, мюзикли «Король і я» і «Оклахома!», записи виконавця американського Йодля Монтани Сліма, аудіозаписи Ноеля Кауарда, коміка Тоні Хенкока та The Goons Show.

## Титули

Герб Королеви Єлизавети.

- 4 серпня 1900 — 16 лютого 1904: Високоповажна Єлизавета Боуз-Лайон
- 16 лютого 1904 — 26 квітня 1923: Леді Єлизавета Боуз-Лайон
- 26 квітня 1923 — 11 грудня 1936: Її Королівська Високість Герцогиня Йоркська
- 11 грудня 1936 — 6 лютого 1952: Її Величність Королева
  - 11 грудня 1936 — 14 серпня 1947: Її Імператорська Величність імператриця Індії
- 6 лютого 1952 — 30 березня 2002: Її Величність Королева-мати Єлизавета